# Poesiealbum (Lyrikreihe)
Das Poesiealbum war von 1967 bis 1990 ein in der DDR monatlich erscheinender Lyrikband. Seit Herbst 2007 erscheint der Titel im Märkischen Verlag.

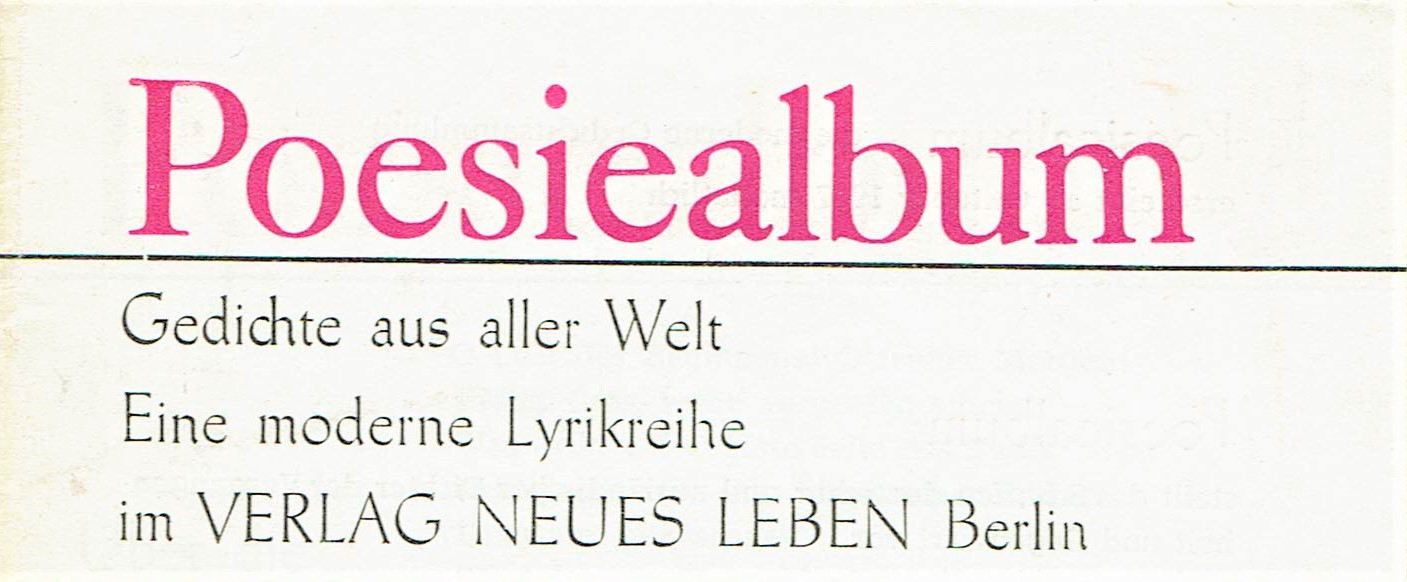
Kopf des DDR-Prospektes Poesiealbum von 1967

## Erscheinungsgeschichte
Die Lyrikreihe, begründet von Bernd Jentzsch, ab 1977 bis 1979 von Richard Pietraß weiter geführt, erschien monatlich zwischen 1967 und 1990 im Verlag Neues Leben Berlin und war eine preiswerte Möglichkeit, Poesie deutscher und internationaler Lyriker kennenzulernen. Internationale Dichter und junge Poeten der DDR wurden auf jeweils 32 Seiten vorgestellt. Das Spektrum reichte von Ovid, über Hồ Chí Minh, Edgar Allan Poe und Alexander Puschkin bis zu Bertolt Brecht, Erich Kästner, Stephan Hermlin und Bob Dylan. Es erschienen neben 15 Sonderheften insgesamt 275 reguläre Hefte, wobei das letzte zu August von Platen vom August 1990, in dem die damalige Herausgeberin Dorothea Oehme aus ökonomischen Gründen das Ende der Reihe verkündete, nicht mehr ausgeliefert wurde. „Bücherpfarrer“ Martin Weskott rettete einige Exemplare von einer Leipziger Deponie, wohin die Auflage verkippt worden war.
Nach der Wende erschien auf Initiative des Begründers noch ein Heft im BrennGlas-Verlag Assenheim.
Die letzte Herausgeberin, Dorothea Oehme, begann 1992 in der zusammen mit ihrem Mann gegründeten »Unabhängigen Verlagsbuchhandlung Ackerstraße« in Berlin die Lyrikreihe »Poet´s Corner« nach dem Konzept des »Poesiealbums« zu verlegen. Die Reihe wurde nach 21 Titeln und der Schließung des Verlages 1993 eingestellt.
Von 1999 bis 2009 gab der Schriftsteller Paul Alfred Kleinert die ebenfalls dieser Idee verbundene Reihe „Zeitzeichen“ im Kunstverein zu Aschersleben heraus. In der Reihe erschienen 27 Titel, u. a. Heinz Czechowski, Adolf Endler, Elke Erb, Uwe Grüning, Bernd Jentzsch, Uwe Kolbe, Günter Kunert, Kito Lorenc, Richard Pietraß und B. K. Tragelehn.
Nach siebzehn Jahren Pause begann die Gesellschaft für zeitgenössische Lyrik im März 2007 zunächst mit der Wiederbelebung der Sonderhefte unter dem Titel „Poesiealbum neu“.
Im Herbst 2007 belebte dann der Märkische Verlag, ansässig in Wilhelmshorst, zusammen mit dem Begründer der Reihe Jentzsch auch das eigentliche Poesiealbum wieder. Aufgenommen wurde die Reihe mit der Nummer 277, die aufgrund der persönlichen Verbundenheit des Verlegers sowie der örtlichen Nähe des Verlags zu Peter Huchel das Werk dieses Autors thematisiert. Es folgten weitere Lyriker, die zu DDR-Zeiten zumeist aus politischen Gründen nicht in der Reihe erscheinen durften. Zurzeit erscheinen pro Jahr 6 Hefte und zwei Bonushefte für Abonnenten.

## Verzeichnis der Hefte

### Reguläre Ausgaben (1 – 276)
| Heft | Jg.              | Dichter                             | Übersetzer | Grafiker                                                                           |
| ---- | ---------------- | ----------------------------------- | --- | ---------------------------------------------------------------------------------- |
| 1    | 1967, 1980       | Bertolt Brecht                      | | Werner Klemke                                                                      |
| 2    | 1967             | Wladimir Majakowski                 | Hugo Huppert | Kurt Zimmermann                                                                    |
| 3    | 1967             | Heinrich Heine                      | | Horst Hussel                                                                       |
| 4    | 1968, 2009       | Wulf Kirsten                        | | Peter Nagengast                                                                    |
| 5    | 1968             | Erich Weinert                       | | Karl Erich Müller                                                                  |
| 6    | 1968             | Nowella Matwejewa                   | Sarah Kirsch, Eckhard Ulrich | Peter Nagengast                                                                    |
| 7    | 1968             | Helfried Schreiter                  | | Willi Sitte                                                                        |
| 8    | 1968, 2012       | Günter Kunert                       | | Ronald Paris                                                                       |
| 9    | 1968             | Helmut Preißler                     | | Henri Matisse, Otto Mueller                                                        |
| 10   | 1968             | Theodor Storm                       | | Inge Flierl                                                                        |
| 11   | 1968, 2010       | Reiner Kunze                        | | Friederike Rieß                                                                    |
| 12   | 1968, 1989       | Louis Fürnberg                      | | Ursula Mattheuer-Neustädt                                                          |
| 13   | 1968             | Kurt Bartsch                        | | Helmut Merten                                                                      |
| 14   | 1968             | Jiří Wolker                         | Louis Fürnberg, Manfred Jähnichen, Franz Fühmann, F. C. Weiskopf, Wilhelm Tkaczyk, Annemarie Bostroem, Reiner Kunze, KuBa | Wolfgang Würfel                                                                    |
| 15   | 1969             | Paul Fleming                        | | Ruth Kotsch                                                                        |
| 16   | 1969             | Kuba (Kurt Barthel)                 | | Rolf Münzner                                                                       |
| 17   | 1969             | Friedrich Hölderlin                 | | Horst Bartsch                                                                      |
| 18   | 1969             | Gerd Eggers                         | | Heinz Ebel                                                                         |
| 19   | 1969             | Dieter Mucke                        | | Rolf F. Müller                                                                     |
| 20   | 1969             | Eduard Mörike                       | | Gerda Schafhirt                                                                    |
| 21   | 1969             | Heinz Kahlau                        | | Ingo Kirchner                                                                      |
| 22   | 1969             | Erich Fried                         | | Klaus Ensikat                                                                      |
| 23   | 1969             | Henryk Keisch                       | | Albrecht von Bodecker                                                              |
| 24   | 1969             | Johannes R. Becher                  | | Fritz Cremer                                                                       |
| 25   | 1969             | Wolfgang Tilgner                    | | Rolf F. Müller                                                                     |
| 26   | 1969             | Joachim Ringelnatz                  | | Eberhard Binder                                                                    |
| 27   | 1969             | Federico García Lorca               | Enrique Beck | Pablo Picasso                                                                      |
| 28   | 1969             | Gottfried August Bürger             | | Hille Blumfeld                                                                     |
| 29   | 1970             | Karl Mundstock                      | | Harri Förster                                                                      |
| 30   | 1970             | Robert Desnos                       | Klaus Möckel, Anneliese Hager, Paul Celan | Peter Nagengast                                                                    |
| 31   | 1970             | Helmut Preißler                     | | Vitali Lentschin, Josep Renau                                                      |
| 32   | 1970, 1983       | Karl Marx                           | | Zeitgenössische Abbildungen                                                        |
| 33   | 1970             | Ljubomir Lewtschew                  | Wolfgang Köppe, Paul Wiens | Werner Ruhner, Ljuben Sidarov                                                      |
| 34   | 1970, 1990, 2011 | Kurt Tucholsky                      | | Achim Kollwitz, Klaus Ensikat                                                      |
| 35   | 1970             | Werner Lindemann                    | | Werner Schinko                                                                     |
| 36   | 1970             | Hồ Chí Minh                         | Fritz Jensen, Erhard Scherner | Eric Johannson, Harald Hakenbeck                                                   |
| 37   | 1970             | Georg Weerth                        | | Konrad Schönfeld                                                                   |
| 38   | 1970             | Boris Sluzki                        | Heinz Czechowski, Günther Deicke, Werner Günzerodt, Hugo Huppert, Bernd Jentzsch, Axel Schulze, Paul Wiens, Günter Wünsche | Gunars Krollis                                                                     |
| 39   | 1970             | Hans-Jörg Rother                    | | Ruth Knorr                                                                         |
| 40   | 1971             | Langston Hughes                     | Stephan Hermlin, Eva Hesse | Klaus Magnus                                                                       |
| 41   | 1971             | Hugo Huppert                        | | Ingo Kirchner                                                                      |
| 42   | 1971             | Uwe Berger                          | | Hans Ticha                                                                         |
| 43   | 1971             | Georg Maurer                        | | Werner Klemke                                                                      |
| 44   | 1971, 2010       | Theodor Fontane                     | | Wolfgang Würfel                                                                    |
| 45   | 1971             | László Nagy                         | Annemarie Bostroem, Bernd Jentzsch, Heinz Kahlau, Paul Kárpáti, Günter Kunert, Wilhelm Tkaczyk, Paul Wiens | Ádám Würtz                                                                         |
| 46   | 1971             | Rudolf Leonhard                     | | Max Lingner                                                                        |
| 47   | 1971             | Larissa Wassiljewa                  | Sarah Kirsch, Ilse Krätzig | Wsewolod Brodski                                                                   |
| 48   | 1971             | Kristian Pech                       | | Harald Hakenbeck                                                                   |
| 49   | 1971, 1974       | Friedrich Gottlieb Klopstock        | | Wolfgang Mattheuer                                                                 |
| 50   | 1971             | Sonja Schüler-Schubert              | | Heidi Vogel                                                                        |
| 51   | 1971, 1973, 2014 | Christian Morgenstern               | | Horst Hussel                                                                       |
| 52   | 1972             | Johannes Bobrowski                  | | Gerhard Altenbourg                                                                 |
| 53   | 1972, 1973, 2012 | Pablo Neruda                        | Erich Arendt, Stephan Hermlin | Nuria Quevedo                                                                      |
| 54   | 1972             | Volker von Törne                    | | Günther Lück                                                                       |
| 55   | 1972             | Nina Cassian                        | Heinz Kahlau | Renate Herfurth                                                                    |
| 56   | 1972             | Harald Gerlach                      | | Elke Rößler-Bullert                                                                |
| 57   | 1972, 2011       | Peter Hacks                         | | Klaus Ensikat                                                                      |
| 58   | 1972             | Clemens Brentano                    | | Jürgen Pansow                                                                      |
| 59   | 1972             | Hans Lorbeer                        | | Theo Hesselbarth                                                                   |
| 60   | 1972             | Sergej Jessenin                     | Paul Celan, Adolf Endler, Rainer Kirsch | Lothar Sell                                                                        |
| 61   | 1972             | Berthold Viertel                    | | Charlotte E. Pauly                                                                 |
| 62   | 1972             | Elvío Romero                        | Fritz Rudolf Fries | Frank Ruddigkeit                                                                   |
| 63   | 1972             | Hartmut König                       | | Sigrid Huß                                                                         |
| 64   | 1973             | Stephan Hermlin                     | | Günter Horlbeck                                                                    |
| 65   | 1973             | Georg Herwegh                       | | Rolf Kuhrt                                                                         |
| 66   | 1973             | Erich Kästner                       | | Elizabeth Shaw                                                                     |
| 67   | 1973             | Michelangelo                        | Fritz Erpel, Herman Grimm, Hermann Harrys, Sophie Hasenclever, Max Kommerell, Rainer Maria Rilke | Michelangelo                                                                       |
| 68   | 1973             | Axel Schulze                        | | Renate Totzke-Israel                                                               |
| 69   | 1973             | Jewgeni Jewtuschenko                | Volker Braun, Peter Gosse, Bernd Jentzsch, Richard Leising, Franz Leschnitzer, Karl Mickel, Klaus Möckel, Joachim Rähmer, Paul Wiens | Adelheid Eichhorn                                                                  |
| 70   | 1973             | Günther Deicke                      | | Ruth Knorr                                                                         |
| 71   | 1973             | Günter Eich                         | | Hannelore Teutsch                                                                  |
| 72   | 1973             | Octavio Paz                         | Erich Arendt, Hans Magnus Enzensberger, Fritz Vogelgsang | Nuria Quevedo                                                                      |
| 73   | 1973             | Annette von Droste-Hülshoff         | | Karl-Georg Hirsch                                                                  |
| 74   | 1973             | René Char                           | Paul Celan, Gerd Henninger, Johannes Hübner, Lothar Klünner, Jean-Pierre Wilhelm | Horst Sagert                                                                       |
| 75   | 1973             | Jürgen Rennert                      | | Manfred Bofinger                                                                   |
| 76   | 1974             | Erich Arendt                        | | Carlfriedrich Claus                                                                |
| 77   | 1974             | Dylan Thomas                        | Erich Fried, Heinz Piontek | Willy Wolff                                                                        |
| 78   | 1974             | Karl Kraus                          | | George Grosz                                                                       |
| 79   | 1974             | Barthold Hinrich Brockes            | | Horst Hussel                                                                       |
| 80   | 1974             | Gabriele Eckart                     | | Hanfried Schulz                                                                    |
| 81   | 1974             | Marina Zwetajewa                    | Heinz Czechowski, Adolf Endler, Elke Erb, Rainer Kirsch, Sarah Kirsch, Karl Mickel, Richard Pietraß, Paul Wiens | Wilhelm Lachnit                                                                    |
| 82   | 1974             | Richard Pietraß                     | | Robert Rehfeldt                                                                    |
| 83   | 1974             | Nordahl Grieg                       | Heinz Czechowski, Hugo Huppert, Bernd Jentzsch, Heinz Kahlau, Sarah Kirsch, Reiner Kunze, Kristian Pech, Richard Pietraß, Andreas Reimann, Wilhelm Tkaczyk, B. K. Tragelehn                                                                    | Edvard Munch                                                                       |
| 84   | 1974             | Hans Magnus Enzensberger            | | Horst Antes                                                                        |
| 85   | 1974             | Max Zimmering                       | | Wolfgang Mattheuer                                                                 |
| 86   | 1974             | Zbigniew Herbert                    | Karl Dedecius, Bernd Jentzsch, Wolfgang Jöhling, Rainer Kirsch, Heinrich Olschowsky | Alicia Wahl, Zenon Januszewski                                                     |
| 87   | 1974             | Walt Whitman                        | Erich Arendt, Hans Reisiger | Otto Pankok                                                                        |
| 88   | 1974             | Giuseppe Ungaretti                  | Ingeborg Bachmann, Paul Celan, Hans Magnus Enzensberger, Manfred Ostückenberg, Christine Wolter | Dieter Goltzsche                                                                   |
| 89   | 1974             | Thomas Brasch                       | | Einar Schleef                                                                      |
| 90   | 1975             | Attila József                       | Franz Fühmann, Peter Hacks, Stephan Hermlin, Heinz Kahlau | Károly Reich                                                                       |
| 91   | 1975             | Jaroslaw Smeljakow                  | Hugo Huppert | Boris Nikolajewitsch Jermolajew                                                    |
| 92   | 1975             | Wystan Hugh Auden                   | Astrid Claes, Hans Magnus Enzensberger, Kurt Heinrich Hansen, Hans Egon Holthusen, Ernst Jandl, Will Keller, Klaus-Dieter Sommer, Hilde Spiel, Herta F. Staub, B. K. Tragelehn                                                                 | Henry Moore                                                                        |
| 93   | 1975             | Hans Marchwitza                     | | Herbert Sandberg                                                                   |
| 94   | 1975             | Bulat Okudshawa                     | Heinz Czechowski, Adolf Endler, Jens Gerlach, Rainer Kirsch, Sarah Kirsch, Herbert Krempien, Heiner Müller, Gisela Steineckert | Jewgenia Konstantinowna Ewenbach, Alekper Alesker ogly Rsakulijew                  |
| 95   | 1975             | Walter Werner                       | | Alfred Traugott Mörstedt                                                           |
| 96   | 1975             | Theodor Kramer                      | | Ruth Knorr                                                                         |
| 97   | 1975             | Richard Leising                     | | Klaus Magnus                                                                       |
| 98   | 1975             | João Cabral de Melo Neto            | Curt Meyer-Clason | Sergio Camporeale, Alfonso Quijano                                                 |
| 99   | 1975             | Hans Sachs                          | | Jost Amman                                                                         |
| 100  | 1975             | Johann Wolfgang Goethe              | | Johann Wolfgang Goethe                                                             |
| 101  | 1976             | Ernesto Cardenal                    | Stefan Baciu, Anneliese Schwarzer de Ruiz | Nuria Quevedo                                                                      |
| 102  | 1976             | Ferdinand Freiligrath               | | Herbert Sandberg                                                                   |
| 103  | 1976             | Paul Wiens                          | | Wolfgang Mattheuer                                                                 |
| 104  | 1976             | Rafael Alberti                      | Erich Arendt, Katja Arendt, Hans Magnus Enzensberger, Karl Krolow, Erwin Walter Palm | Willy Wolff                                                                        |
| 105  | 1976             | Inge Müller                         | | Helmut Gebhardt                                                                    |
| 106  | 1976             | Nâzım Hikmet                        | Annemarie Bostroem, Stephan Hermlin, Bernd Jentzsch, Heinar Kipphardt, Paul Wiens | René Graetz                                                                        |
| 107  | 1976             | Welemir Chlebnikow                  | H. C. Artmann, Chris Bezzel, Hans Christoph Buch, Paul Celan, Hans Magnus Enzensberger, Ernst Jandl, Alexander Koval, Friederike Mayröcker, Karl Mickel, Franz Mon, Otto Nebel, Gerhard Rühm, Wilhelm Tkaczyk, Peter Urban, Rosemarie Ziegler  | Hermann Glöckner                                                                   |
| 108  | 1976             | Franz Josef Degenhardt              | | Herbert Sandberg                                                                   |
| 109  | 1976             | Adam Mickiewicz                     | Carl von Blankensee, Thomas Brasch, Karl Dedecius, Lore Franz, Heinrich Nitschmann, Heinrich Olschowsky, Kristian Pech, Richard Pietraß, Wilhelm Tkaczyk, B. K. Tragelehn                                                                      | Peter Sylvester                                                                    |
| 110  | 1976             | Petra Werner                        | | Günter Huniat                                                                      |
| 111  | 1976             | Oskar Davičo                        | Heinz Czechowski, Adolf Endler, Bernd Jentzsch, Miodrag Vukič, Franz Mon, Kristian Pech | Gil Schlesinger                                                                    |
| 112  | 1977             | William Carlos Williams             | Hans Magnus Enzensberger, B. K. Tragelehn, Eva Hesse, O.McCormick | Uwe Pfeifer                                                                        |
| 113  | 1977             | Joseph von Eichendorff              | | Rolf Xago Schröder                                                                 |
| 114  | 1977             | Alain Lance                         | Volker Braun, Paul Wiens | Fernand Teyssier                                                                   |
| 115  | 1977             | Volker Braun                        | | Carlfriedrich Claus                                                                |
| 116  | 1977             | Hermann Hesse                       | | Wolfgang Leber                                                                     |
| 117  | 1977             | Konstantin Biebl                    | Johannes Bobrowski, Franz Fühmann | Ladislav Novák                                                                     |
| 118  | 1977             | Reinhart Heinrich                   | | Heinrich Bethke                                                                    |
| 119  | 1977             | F. C. Weiskopf                      | | Conrad Felixmüller                                                                 |
| 120  | 1977             | Ovid                                | A. Berg, W. Hertzberg, Liselot Huchthausen, Volker Ebersbach | Abbildungen antiker Kunstwerke                                                     |
| 121  | 1977             | Samuil Marschak                     | Michail Schaiber, Marianne Schilow, Ilse Tschörtner, Paul Wiens | Kinderzeichnungen von Ingrid Kleine, Antje Jakob, Wolfgang Würfel, Renate Herfurth |
| 122  | 1977             | Gottfried Keller                    | | Wolfgang Würfel                                                                    |
| 123  | 1977             | Reinhold Andert                     | | Renate Herfurth                                                                    |
| 124  | 1978             | Andreas Gryphius                    | | Hans Holbein d. J.                                                                 |
| 125  | 1978             | Eugenio Montale                     | Michael Marschall von Bieberstein, Elke Erb, Roland Erb, Herbert Frenzel, Hermann Gmein, Hans Hinterhäuser, Marie Luise Kaschnitz, Günter Kunert, Hans Leifhelm, Richard Pietraß, Paul-Wolfgang Wührl                                          | Hermann Glöckner                                                                   |
| 126  | 1978             | Uwe Greßmann                        | | Lothar Scharsich                                                                   |
| 127  | 1978             | Allen Ginsberg                      | Heiner Bastian, Wolfgang Fleischmann, Carl Weissner, Rudolf Wittkopf | Andy Warhol                                                                        |
| 128  | 1978             | Ludwig Uhland                       | | Philipp Otto Runge, Carl Gustav Carus                                              |
| 129  | 1978             | Nicolás Guillén                     | Erich Arendt, Roland Erb | Rafael Rivera Rosa, José Luis Posada Medio                                         |
| 130  | 1978             | Dieter Süverkrüp                    | | Dieter Süverkrüp                                                                   |
| 131  | 1978             | Vicente Aleixandre                  | Erich Arendt, Katja Arendt | Gerhard Altenbourg                                                                 |
| 132  | 1978             | Ernst Toller                        | | Martin Hoffmann                                                                    |
| 133  | 1978             | Olshas Sulejmenow                   | Heinz Kahlau, Helmut Preißler, Wilhelm Tkaczyk | Pawel Warfolomejewitsch Kusznezow, Wladimir Andrejewitsch Faworski                 |
| 134  | 1978             | Brigitte Struzyk                    | | Hans Löffler                                                                       |
| 135  | 1978             | Sándor Weöres                       | Annemarie Bostroem, Heinz Kahlau, Bert Papenfuß, Richard Pietraß, Brigitte Struzyk | Sándor Weöres                                                                      |
| 136  | 1979             | Gotthold Ephraim Lessing            | | Kinderzeichnungen von Marino Häntzschel und Ute Wünsche                            |
| 137  | 1979             | Paul Celan                          | | Gisèle Lestrange                                                                   |
| 138  | 1979             | Li Tai bo                           | Klabund | Malerei aus dem 4. Jh. und chin. Holzschnitt                                       |
| 139  | 1979             | Wilhelm Tkaczyk                     | | Wilhelm Rudolph                                                                    |
| 140  | 1979             | César Vallejo                       | Erich Arendt, Hans Magnus Enzensberger, Fritz Rudolf Fries | Nuria Quevedo                                                                      |
| 141  | 1979             | Bernd Rump                          | | Wolfgang Mattheuer                                                                 |
| 142  | 1979             | Jakob Michael Reinhold Lenz         | | Daniel Chodowiecki                                                                 |
| 143  | 1979             | Kito Lorenc                         | | Dietrich Schade                                                                    |
| 144  | 1979             | Ernst Stadler                       | | Erich Heckel                                                                       |
| 145  | 1979             | David Samoilow                      | Uwe Grüning, Richard Pietraß, Marianne Schilow, Brigitte Struzyk | Boris Nikolajewitsch Jermolajew, Anna Petrowna Ostroumowa-Lebedewa                 |
| 146  | 1979             | Steffen Mensching                   | | Reinhard Zabka, Bogomil Joachim Helm                                               |
| 147  | 1979             | Julian Przyboś                      | Karl Dedecius, Peter Gosse, Uwe Grüning, Heinrich Olschowsky, Richard Pietraß | Henryk Stażewski, Władysław Strzemiński                                            |
| 148  | 1980             | Frank Wedekind                      | | Olaf Gulbransson, Zeichnung aus Simplicissimus                                     |
| 149  | 1980             | Eva Strittmatter                    | | Hubertus Giebe                                                                     |
| 150  | 1980             | Friedrich Schiller                  | | Ernst Barlach                                                                      |
| 151  | 1980             | Arthur Rimbaud                      | K. L. Ammer, Paul Celan, Stefan George, Uwe Grüning, Gerhart Haug, Karl Krolow, Sigmar Löffler, Klaus Möckel, Andreas Reimann, Max Rieple, Albrecht Schoenhals, Alfred Wolfenstein, Paul Zech                                                  | André Derain, Arthur Rimbaud                                                       |
| 152  | 1980             | Juri Woronow                        | Heinz Kahlau | Karl-Heinz Schmidt                                                                 |
| 153  | 1980             | Uta Mauersberger                    | | Wolfgang Leber                                                                     |
| 154  | 1980             | Tudor Arghezi                       | Wolf Aichelburg, Heinz Kahlau, Alfred Margul-Sperber, Ria Zenker | Sigrid Huß, Lothar Sell                                                            |
| 155  | 1980             | Reinhard Weisbach                   | | Wasja Götze, Max Schwimmer                                                         |
| 156  | 1980             | Kurt Huhn                           | | Gudrun Brüne                                                                       |
| 157  | 1980             | Alexander Gerow                     | T. N. Braron, Peter Brasch, Adolf Endler, Elke Erb, Roland Erb, Uwe Grüning, Barbara Honigmann, Uwe Kolbe, Ekkehard Maaß, Heiner Müller, Richard Pietraß, Brigitte Struzyk, Lothar Trolle                                                      | Stefan Minew, Mana Parpulowa                                                       |
| 158  | 1980             | Christa Kożik                       | | Ruth Mossner                                                                       |
| 159  | 1980             | Walter von der Vogelweide           | Hubert Witt | Miniatur aus der Manessischen Handschrift                                          |
| 160  | 1981             | Adelbert von Chamisso               | | Franz Horny, E.T.A. Hoffmann                                                       |
| 161  | 1981             | Karl Mickel                         | | Dieter Goltzsche                                                                   |
| 162  | 1981             | Paul Éluard                         | | Max Ernst, Marc Chagall                                                            |
| 163  | 1981             | Arno Holz                           | | Aristide Maillol                                                                   |
| 164  | 1981             | Robert Roshdestwenski               | Herbert Krempien, Helmut Preißler, Günter Wünsche | Manfred Butzmann                                                                   |
| 165  | 1981             | Vilém Závada                        | O. F. Babler, Waldemar Dege, Günther Deicke, Franz Fühmann, Waltraud Jähnichen, Richard Pietraß, Wilhelm Tkaczyk | Thomas Rug                                                                         |
| 166  | 1981             | Selma Meerbaum-Eisinger             | | Barbara Müller                                                                     |
| 167  | 1981             | Nicolas Born                        | | Ingo Arnold                                                                        |
| 168  | 1981             | Volker Ebersbach                    | | Volker Stelzmann                                                                   |
| 169  | 1981             | Alexander Puschkin                  | Friedrich Bodenstedt, Georg Edward, Friedrich Fiedler, Wolfgang E. Groeger, Dorothea Hiller von Gaertringen, Karoline Jaenisch, Franz Leschnitzer, Arthur Luther, Michael Pfeiffer, Sigismund von Radecki, Martin Remané                       | Alexander Puschkin                                                                 |
| 170  | 1981             | Hans Brinkmann                      | | Gerhard Marcks, Hans Brinkmann                                                     |
| 171  | 1981             | Dennis Brutus                       | Karl-Heinz Berger, Annemarie Bostroem, Heinz Kahlau, Klaus Möckel | Jürgen Gerhard                                                                     |
| 172  | 1982             | Wilhelm Busch                       | | Wilhelm Busch                                                                      |
| 173  | 1982             | Edgar Lee Masters                   | Martin Schede | Ulrich Tarlatt                                                                     |
| 174  | 1982             | Klaus-Peter Schwarz                 | | Frieder Heinze                                                                     |
| 175  | 1982             | Novalis                             | | Werner Tübke                                                                       |
| 176  | 1982             | Rimma Kasakowa                      | Annemarie Bostroem, Eva Strittmatter | Heidrun Hegewald                                                                   |
| 177  | 1982             | Emil Ginkel                         | | Conrad Felixmüller                                                                 |
| 178  | 1982             | Francesco Petrarca                  | Adolf Endler, Karl Förster, Peter Gosse, Horst Heintze, Johann Gottfried von Herder, Manfred Jendryschik, Rainer Kirsch, Karl Mickel, Martin Opitz, Rainer Maria Rilke, Thomas Rosenlöcher, August Wilhelm von Schlegel, Hubert Witt           | Ursula Mattheuer-Neustädt                                                          |
| 179  | 1982             | Kathrin Schmidt                     | | Uwe Pfeifer                                                                        |
| 180  | 1982             | Gyula Illyés                        | Annemarie Bostroem, Uwe Greßmann, Heinz Kahlau, Paul Kárpáti, Richard Pietraß, Brigitte Struzyk, Paul Wiens | Tai Nuh                                                                            |
| 181  | 1982             | Hanns Cibulka                       | | Heinz Drache                                                                       |
| 182  | 1982             | Iwan Goll                           | Die französischen Gedichte übertrugen Claire Goll, Lothar Klünner, Bert Papenfuß | Günther Huniat                                                                     |
| 183  | 1982             | Víctor Jara                         | Heinz Czechowski, Fritz Rudolf Fries, Heinz Kahlau, Gisela Steineckert, Horst Lothar Teweleit | Theo Balden                                                                        |
| 184  | 1983             | Martin Luther                       | | Dieter Tucholke                                                                    |
| 185  | 1983             | Nikola Wapzarow                     | Uwe Berger, Günther Deicke, Wolfgang Köppe | Gisela Kurkhaus-Müller                                                             |
| 186  | 1983             | Hansgeorg Stengel                   | | Rolf Felix Müller                                                                  |
| 187  | 1983             | Gabriela Mistral                    | Brigitte Benz, Roland Erb, Gisela Pape, Albert Theile | Michael Augustinski                                                                |
| 188  | 1983             | Dieter Kerschek                     | | Bernhard Brückner                                                                  |
| 189  | 1983, 2016       | Bob Dylan                           | Thomas Böhme, Fritz Rudolf Fries, Dieter Kerschek, Jan Koplowitz, Ulf Miehe, Klaus-Dieter Schwarz, Gisela Steineckert, Carl Weissner | Richard Lindner, Kent Twitchell                                                    |
| 190  | 1983             | Rainer Maria Rilke                  | | Karla Woisnitza                                                                    |
| 191  | 1983             | Nikolai Majorow                     | Uwe Grüning, Uwe Kolbe, Thomas Rosenlöcher | Wolfgang Petrovsky                                                                 |
| 192  | 1983             | Wilhelm Müller                      | | Ernst Ferdinand Oehme, Jakob Philipp Hackert                                       |
| 193  | 1983             | Hans-Eckardt Wenzel                 | | Manfred Butzmann                                                                   |
| 194  | 1983             | Claes Andersson                     | Barbara Gentikow, Dieter Kerschek, Gisela Kosubek, Joochen Laabs, Klaus-Peter Schwarz | Rainer Schade                                                                      |
| 195  | 1983             | Jannis Ritsos                       | Hans Brinkmann, Asteris Kutulas, Dirk Mandel, Steffen Mensching, Thomas Nicolaou, Klaus-Peter Schwarz, Klaus-Dieter Sommer | Jannis Ritsos                                                                      |
| 196  | 1984             | Günther Weisenborn                  | | Fritz Cremer                                                                       |
| 197  | 1984             | Marin Sorescu                       | Dieter Roth, Ria Zenker | Dagmar Ranft-Schinke                                                               |
| 198  | 1984             | Ralph Grüneberger                   | | Thea Kowar                                                                         |
| 199  | 1984             | Gisela Steineckert                  | | Heidrun Hegewald                                                                   |
| 200  | 1984             | William Shakespeare                 | Paul Celan, Fritz Rudolf Fries, Stefan George, Otto Gildemeister, Peter Gosse, Stephan Hermlin, Wilhelm Jordan, Karl Kraus, Karl Lachmann, Karl Mickel, Gottlob Regis, Karl Richter, Eduard Saenger, Karl Simrock, Dorothea Tieck, Hubert Witt | Ronald Paris                                                                       |
| 201  | 1984             | Wladimir Semjonowitsch Wyssozki     | Reinhold Andert, Walter Berg, Uwe Grüning, Dietmar Hochmuth, Steffen Mensching, Klaus-Peter Schwarz, Hans-Eckardt Wenzel | David Borowski                                                                     |
| 202  | 1984             | Oskar Loerke                        | | Horst-Peter Meyer                                                                  |
| 203  | 1984             | Vasko Popa                          | Werner Creutziger, Milo Dor, Waltraud Jähnichen | Baldwin Zettl                                                                      |
| 204  | 1984             | Nikolaus Lenau                      | | Ulrike Bunge                                                                       |
| 205  | 1984             | Itzik Manger                        | Hubert Witt | Hermann Naumann                                                                    |
| 206  | 1984             | Fritz Rudolf Fries                  | | Günter Richter                                                                     |
| 207  | 1985             | Breyten Breytenbach                 | Wilhelm Bartsch, Arnold Blumer, Rosi Bussink, Dieter Kerschek, Alexander Pankow | Breyten Breytenbach                                                                |
| 208  | 1985             | Wilhelm Bartsch                     | | Rüdiger Reinel                                                                     |
| 209  | 1985             | Jimmie Durham                       | Edith Anderson | Jimmie Durham                                                                      |
| 210  | 1985             | Oswald von Wolkenstein              | Hubert Witt | Heinz Zander                                                                       |
| 211  | 1985             | Arno Reinfrank                      | | Herbert Sandberg                                                                   |
| 212  | 1985             | Michail Dudin                       | Helmut Preißler | Gerhard Goßmann                                                                    |
| 213  | 1985             | Christian Friedrich Daniel Schubart | | Jürgen Malik, Kasper Merian                                                        |
| 214  | 1985             | Jens Gerlach                        | | Klaus Ensikat                                                                      |
| 215  | 1985             | Vladimír Holan                      | Franz Fühmann, Waltraud Jähnichen, Vilém Reichmann, Jürgen Rennert | Walther Petri, Jiří Mikula                                                         |
| 216  | 1985             | Elisabeth Wesuls                    | | Gudrun Gierke                                                                      |
| 217  | 1985             | Francisco de Quevedo                | Heinz Czechowski, Rudolf Grossmann, Uwe Grüning, Wilhelm Muster, Richard Pietraß, Horst Lothar Teweleit, Hubert Witt | Nuria Quevedo                                                                      |
| 218  | 1985             | Toyotama Tsuno                      | Manfred Hausmann | Ando Hiroshige                                                                     |
| 219  | 1985             | Jakob van Hoddis                    | | Ludwig Meidner                                                                     |
| 220  | 1986             | Wolfgang Protze                     | | Peter Porsch                                                                       |
| 221  | 1986             | John Keats                          | Alexander von Bernus, Adolf Endler, Peter Gosse, Stephan Hermlin, Heinz Kahlau, Rainer Kirsch, Walther Petri, Thomas Rosenlöcher | Johannes Jansen                                                                    |
| 222  | 1986             | Kerstin Hensel                      | | Bodo Münzner                                                                       |
| 223  | 1986             | Parujr Sewak                        | Wilhelm Bartsch, Helmuth Malonek, Thomas Rosenlöcher | Kamo Mrkttschjan                                                                   |
| 224  | 1986             | Erich Mühsam                        | | Joachim John                                                                       |
| 225  | 1986             | Charles Bukowski                    | Carl Weissner | Volker Pfüller                                                                     |
| 226  | 1986             | Roman Ritter                        | | Christiane Treder                                                                  |
| 227  | 1986             | Nika Turbina                        | Thomas Böhme, Peter Gosse, Thomas Rosenlöcher | Ulrich Hachulla                                                                    |
| 228  | 1986, 2016       | Manfred Streubel                    | Dorothea Oehme, Norbert Weiß | Eckhard Böttger                                                                    |
| 229  | 1986             | Antonio Machado                     | Roland Erb, Fritz Rudolf Fries, Uwe Grüning, Fritz Vogelgsang | Adelheid Eichhorn                                                                  |
| 230  | 1986             | Simon Dach                          | | Horst Hussel                                                                       |
| 231  | 1986             | Aimé Césaire                        | Janheinz Jahn, Klaus Laabs, Brigitte Weidmann | Peter Sylvester                                                                    |
| 232  | 1987             | Franz Hodjak                        | | Gisela Neumann                                                                     |
| 233  | 1987             | Boris Vian                          | Fritz Rudolf Fries, Eugen Helmlé, Heinz Hohenwald, Steffen Mensching, Klaus-Dieter Sommer, Bernhard Thieme, Klaus Völker | E. L. T. Mesens                                                                    |
| 234  | 1987             | Fritz Martin Barber                 | | Hans Ticha                                                                         |
| 235  | 1987             | Detlev von Liliencron               | | Lovis Corinth                                                                      |
| 236  | 1987             | Roque Dalton                        | Fritz Rudolf Fries, Klaus Laabs, Klaus-Peter Schwarz | César Olhagaray                                                                    |
| 237  | 1987             | Marion Naujack                      | | Angela Hampel                                                                      |
| 238  | 1987             | Nikolai Kyntschew                   | Erich Arendt, Barbara Beyer, Joochen Laabs, Richard Pietraß | Georgi Trifonow                                                                    |
| 239  | 1987             | Friederike Kempner                  | | Eva Natus-Šalamoun                                                                 |
| 240  | 1987             | Anna Achmatowa                      | Heinz Czechowski, Roland Erb, Peter Gosse, Uwe Grüning, Rainer Kirsch, Richard Pietraß, Jorg Schröder | Irmgard Suckau                                                                     |
| 241  | 1987             | Karl Krolow                         | | Gerhard Altenbourg                                                                 |
| 242  | 1987             | Henry-Martin Klemt                  | | Wolf-Henry Gentsch                                                                 |
| 243  | 1987             | Edgar Allan Poe                     | Wilhelm Bartsch, Theodor Etzel, Kerstin Hensel, Thomas Rosenlöcher, Rainer Schedlinski, Arno Schmidt, Kathrin Schmidt, Hans Wollschläger | Volker Mehner                                                                      |
| 244  | 1988             | Udo Degener                         | | Olaf Degwitz                                                                       |
| 245  | 1988             | Giorgos Seferis                     | Asteris Kutulas, Steffen Mensching | Fotis Zaprasis                                                                     |
| 246  | 1988             | Friedrich Rückert                   | | Rudolf Friedrich Wasmann                                                           |
| 247  | 1988             | Schu Ting                           | Ernst Schwarz | Ling Fêng-mien                                                                     |
| 248  | 1988             | Johannes Jansen                     | | Mita Arietti                                                                       |
| 249  | 1988             | Fjodor Tjuttschew                   | Uwe Grüning | Regina Buch                                                                        |
| 250  | 1988             | Else Lasker-Schüler                 | | Paul Lasker-Schüler                                                                |
| 251  | 1988             | Carl Michael Bellman                | H. C. Artmann, Michael Korth | Johan Tobias Sergel                                                                |
| 252  | 1988             | Peter Gosse                         | | Rolf Münzner                                                                       |
| 253  | 1988             | Charles Baudelaire                  | Walter Benjamin, Ernst Fischer, Stefan George, Wilhelm Hausenstein, Karl Henckell, Graf Wolf von Kalckreuth, Friedhelm Kemp, Rainer Maria Rilke, Terese Robinson, Karl Schmid, Stefan Zweig                                                    | Constantin Guys                                                                    |
| 254  | 1988             | Friedrich Wolf                      | | Friedrich Wolf, Kinderzeichnung Inka Engmann                                       |
| 255  | 1988             | Birgitt Lieberwirth                 | | Sabine Peuckert                                                                    |
| 256  | 1989             | Arseni Tarkowski                    | André Debüser, Stefan Döring, Peter Keit, Andreas Koziol, Katja Lebedewa, Beate Petras | Jörg-Uwe Jacob                                                                     |
| 257  | 1989             | Johann Heinrich Voß                 | | Ines Arnemann                                                                      |
| 258  | 1989             | Øyvind Berg                         | Stefan Döring, Eberhard Häfner, Uwe Kolbe, Andreas Koziol, Rainer Schedlinski | Gabriele Kachold                                                                   |
| 259  | 1989             | Jayne-Ann Igel                      | | Detlef Schweiger                                                                   |
| 260  | 1989             | Daniel Czepko von Reigersfeld       | | Annette Fritzsch                                                                   |
| 261  | 1989             | Uta Ackermann                       | | Susann Knoch                                                                       |
| 262  | 1989             | Luis de Camões                      | Louis von Arentsschildt, Andrej Jendrusch, August von Platen, August Wilhelm Schlegel, C. Schlüter, Wilhelm Storck, Otto von Taube, Karl Vossler                                                                                               | Helmut Krebs                                                                       |
| 263  | 1989             | Paula Dehmel                        | | Kinderzeichnungen                                                                  |
| 264  | 1989             | Tadeusz Nowak                       | Henryk Bereska, Heinz Czechowski, Uwe Grüning, Karin Haferland, Heinrich Olschowsky | Józef Gielniak                                                                     |
| 265  | 1989             | Gudula Kasper-Ziemer                | | Marlies Lilge                                                                      |
| 266  | 1989             | Rosario Murillo                     | Fritz Rudolf Fries | Oscar und Julia Mairena                                                            |
| 267  | 1989             | Konrad Bayer                        | | Friedensreich Hundertwasser                                                        |
| 268  | 1990             | Andreas Kárpáti                     | | Carola Schulze                                                                     |
| 269  | 1990             | Ľubomír Feldek                      | Waldemar Dege, Waltraud und Manfred Jähnichen, Richard Pietraß | Vladimír Kompánek                                                                  |
| 270  | 1990             | Matthias Claudius                   | | Regine C. Heinecke                                                                 |
| 271  | 1990             | Rainer Kirsch                       | | Nikolai Makarov                                                                    |
| 272  | 1990             | Pier Paolo Pasolini                 | Bettina Kienlechner, Sabine Kienlechner, Toni Kienlechner | Sighard Gille                                                                      |
| 273  | 1990             | Mascha Kaléko                       | | Jutta Mirtschin                                                                    |
| 274  | 1990             | Juri Kusnezow                       | Heinz Kahlau, Irana Rusta | Ruth Tesmar                                                                        |
| 275  | 1990, 2008       | August Graf von Platen              | | Adelheid Eichhorn                                                                  |
| 276  | 1991             | Bernd Jentzsch                      | | Herbert Sandberg, Dieter Goltzsche                                                 |

### Reguläre Ausgaben (ab 277)
| Heft | Jg.               | Dichter                   | Übersetzer | Grafiker                     |
| ---- | ----------------- | ------------------------- | --- | ---------------------------- |
| 277  | 2007, 2009        | Peter Huchel              | | Manfred Rößler               |
| 278  | 2008              | Ernst Jandl               | | Dieter Stein                 |
| 279  | 2008              | Ezra Pound                | Eva Hesse | Henri Gaudier-Brzeska        |
| 280  | 2008              | Uwe Grüning               | | Marietta Jeschke             |
| 281  | 2008              | Ludvík Kundera            | Ludvík Kundera, Eduard Schreiber | Ludvík Kundera               |
| 282  | 2009              | Georg Heym                | | Ernst Ludwig Kirchner        |
| 283  | 2009              | Seamus Heaney             | Richard Pietraß, Ditte König, Giovanni Bandini | Karl Korab                   |
| 284  | 2009              | Wolfgang Hilbig           | | Gerda Lepke                  |
| 285  | 2009              | Inger Christensen         | Hanns Grössel | Hermann Glöckner             |
| 286  | 2010              | Thomas Rosenlöcher        | | Claus Weidensdorfer          |
| 287  | 2010              | Nelly Sachs               | | Gisèle Celan-Lestrange       |
| 288  | 2010              | Christoph Meckel          | | Christoph Meckel             |
| 289  | 2010              | Christine Lavant          | | Werner Berg                  |
| 290  | 2010              | Boris Pasternak           | Johannes Bobrowski, Heinz Czechowski, Günther Deicke, Elke Erb, Kerstin Hensel, Rolf-Dietrich Keil, Richard Pietraß                                                                         | Natalja Gontscharowa         |
| 291  | 2010              | Hermann Kasack            | | Walter Gramatté              |
| 292  | 2011              | Rose Ausländer            | | HAP Grieshaber               |
| 293  | 2011              | Peter Rühmkorf            | | Horst Janssen                |
| 294  | 2011              | Guillaume Apollinaire     | Hans Magnus Enzensberger, Gerd Henninger, Johannes Hübner, Lothar Klünner, Karl Krolow, Richard Pietraß, Gabriele Wennemer                                                                  | Raoul Dufy                   |
| 295  | 2011              | Jan Wagner                | | Werner Friedrichs            |
| 296  | 2011              | Heinrich von Kleist       | | Josef Hegenbarth             |
| 297  | 2011              | Wilhelm Lehmann           | | Herbert Tucholski            |
| 298  | 2012 (tats. 2011) | Tomas Tranströmer         | Hanns Grössel, Richard Pietraß | Isaac Grünewald              |
| 299  | 2012              | Tadeusz Różewicz          | Henryk Bereska, Karl Dedecius, Bernhard Hartmann, Günter Kunert, Heinrich Olschowsky | Piotr Patryk Lewkowicz       |
| 300  | 2012              | Gottfried Benn            | | Max Beckmann                 |
| 301  | 2012              | Elke Erb                  | | Strawalde                    |
| 302  | 2012              | Günter Grass              | | Günter Grass                 |
| 303  | 2012              | Hans Sahl                 | | George Grosz                 |
| 304  | 2013              | Udo Tiffert               | | Hans-Georg Wagner (Grafiker) |
| 305  | 2013              | Cyprian Norwid            | Jean Paul d’Ardeschah, Carl Dedecius, Rolf Fieguth, Peter Gehrisch, Hans-Peter Hoelscher-Obermaier, Jeannine Luczak-Wild                                                                    | Cyprian Norwid               |
| 306  | 2013              | Mario Wirz                | | Rinaldo Hopf                 |
| 307  | 2013              | Christiane Schulz         | | Hubert Globisch              |
| 308  | 2013              | Christoph Klimke          | | Günter Kunert                |
| 309  | 2013              | Hilde Domin               | | Cy Twombly                   |
| 310  | 2014              | Friederike Mayröcker      | | Max Ernst                    |
| 311  | 2014              | Dorothea Grünzweig        | | Outi Heiskanen               |
| 312  | 2014              | Christine Wolter          | | Hans Vent                    |
| 313  | 2014              | Ingolf Brökel             | | Jürgen Durner                |
| 314  | 2014              | Monika Rinck              | | Stefan Rinck                 |
| 315  | 2014              | Gertrud Kolmar            | | Max Liebermann               |
| 316  | 2015              | Heinz Erhardt             | | Reiner Schwalme              |
| 317  | 2015              | Charlotte Grasnick        | | Stefan Friedemann            |
| 318  | 2015              | Les Murray                | Margitt Lehbert | Hans Landsaat                |
| 319  | 2015              | Frederike Frei            | | Ulrike Schmidt               |
| 320  | 2015              | Helga M. Novak            | | Sabine Slatosch              |
| 321  | 2015              | Walter Mehring            | | Conrad Felixmüller           |
| 322  | 2016              | Karl Valentin             | | Rainer Ehrt                  |
| 323  | 2016              | Ulrike Almut Sandig       | | Cristina Ohlmer              |
| 324  | 2016              | Andreas Altmann (Lyriker) | | Jürgen Höritzsch             |
| 325  | 2016              | Jan Skácel                | Reiner Kunze | Karel Franta                 |
| 326  | 2016              | Heinz Piontek             | | Heinz Piontek                |
| 327  | 2016              | Arthur Silbergleit        | | Franz Peters                 |
| 328  | 2017              | Eugen Roth                | | Lionel Feininger             |
| 329  | 2017              | Michael Hamburger         | | Elmar Schenkel               |
| 330  | 2017              | Sarah Kirsch              | | Sarah Kirsch                 |
| 331  | 2017              | Reinhard Bernhof          | | Gerald Müller-Simon          |
| 332  | 2017              | Adolf Dresen              | | Volker Pfüller               |
| 333  | 2017              | B. K. Tragelehn           | | B.K. Tragelehn               |
| 334  | 2017              | Immanuel Weißglas         | | Paul Goesch                  |
| 335  | 2018              | Adolf Glaßbrenner         | | Harald Kretzschmar           |
| 336  | 2018              | Andreas Reimann           | | Andreas Reimann              |
| 337  | 2018              | Therese Chromik           | | Therese Chromik              |
| 338  | 2018              | Gerhard Gundermann        | | Nico Bilik                   |
| 339  | 2018              | Utz Rachowski             | | Thomas Beurich               |
| 340  | 2018              | Marie Luise Kaschnitz     | | Ute Meinhardt                |
| 341  | 2018              | Edlef Köppen              | | Ludwig Meidner               |
| 342  | 2018              | Eugen Gomringer           | | Vesna Kovacic                |
| 343  | 2019              | Ror Wolf                  | | Ror Wolf                     |
| 344  | 2019              | Matthias Buth             | | Hans-Hendrik Grimmling       |
| 345  | 2019              | Bernd Wagner              | | Lutz Leibner                 |
| 346  | 2019              | Walter Bauer              | | Werner Berg                  |
| 347  | 2019              | Thomas Böhme              | | Baldwin Zettl                |
| 348  | 2019              | Christoph Kuhn            | | Andreas Hegewald             |
| 349  | 2019              | Alfred Grünewald          | | Oskar Kokoschka              |
| 350  | 2019              | Ingeborg Bachmann         | | Gustav Klimt                 |
| 351  | 2020              | Thomas Gsella             | | Rudi Hurzlmeier              |
| 352  | 2020              | Peter Handke              | | Peter Handke                 |
| 353  | 2020              | Carl-Christian Elze       | | Christoph Vieweg             |
| 354  | 2020              | Róža Domašcyna            | | Angela Hampel                |
| 355  | 2020              | Rolf Haufs                | | Uwe Bremer                   |
| 356  | 2020              | Jürgen Fuchs              | | Eve Rub, Frank Rub           |
| 357  | 2020              | Fritz Ascher              | | Fritz Ascher                 |
| 358  | 2020              | Nora Gomringer            | | Alice Wellinger              |
| 359  | 2021              | F. W. Bernstein           | | F. W. Bernstein              |
| 360  | 2021              | Christa Reinig            | | Angela Hampel                |
| 361  | 2021              | Peter Salomon             | | Gerd Arntz                   |
| 362  | 2021              | Nicanor Parra             | Nils Bernstein, Nicolas Born, Ingolf Brökel, Hans Magnus Enzensberger, Brigitte Klose, Mario Markus, Dieter Masuhr, Sergio Ramirez, Michael Rössner, Peter Schultze-Kraft, Michi Strausfeld | Humberto Loredo              |
| 363  | 2021              | Matthias Zwarg            | | Nuria Quevedo                |
| 364  | 2021              | Michael Krüger            | | Karl Schleinkofer            |
| 365  | 2021              | Ilse Aichinger            | | Egon Schiele                 |
| 366  | 2021              | Volker Sielaff            | | Hubertus Giebe               |
| 367  | 2022              | Fritz Eckenga             | | Nikolaus Heidelbach          |
| 368  | 2022              | Jürgen Theobaldy          | | Josi Vennekamp               |
| 369  | 2022              | Axel Reitel               | | Hubertus Giebe               |
| 370  | 2022              | Elfriede Jelinek          | | Xenia Hausner                |
| 371  | 2022              | Milan Hrabal              | | Mata H                       |
| 372  | 2022              | Kurt Marti                | | Martin Goppelsröder          |
| 373  | 2022              | Jakob Haringer            | | HAP Grieshaber               |
| 374  | 2023              | Friedrich Wilhelm Wagner  | | Alexej von Jawlensky         |
| 375  | 2023              | Ulf Annel                 | | Ioan Cozacu                  |
| 376  | 2023              | Heiner Bastian            | | Cy Twombly                   |
| 377  | 2023              | Adam Zagajewski           | Karl Dedecius, Maria Kurecka, Renate Schmidgall | Józef Czapski                |
| 378  | 2023              | Thomas Luthardt           | | Roland R. Berger             |
| 379  | 2023              | Jürgen Becker             | | Rango Bohne                  |
| 380  | 2023              | Christine Busta           | | Agathe Israel                |
| 381  | 2023              | Robert Gilbert            | | Tu Ho                        |
| 382  | 2023              | Eberhard Hilscher         | | Harald Metzkes               |
| 383  | 2024              | Jochen Grünwaldt          | | Ioan Cozacu                  |
| 384  | 2024              | Elsa Asenijeff            | | Max Klinger                  |
| 385  | 2024              | Leo Heller                | | Walter Trier                 |
| 386  | 2024              | Rainer Malkowski          | | Horst Egon Kalinowski        |
| 387  | 2024              | Ulrike Draesner           | | Nanne Meyer                  |
| 388  | 2024              | Ludwig Tieck              | | Caspar David Friedrich       |
| 389  | 2024              | Fritz Grünbaum            | | Egon Schiele                 |
| 390  | 2024              | Emmy Hennings             | | Hans Richter                 |
| 391  | 2025              | Klaus Möckel              | | Archimura                    |
| 392  | 2025              | Günter Bruno Fuchs        | | Werner Heldt                 |
| 393  | 2025              | Oskar Maria Graf          | | Karl Arnold                  |

### Sonderhefte
Das im Titel mehrerer Sonderhefte erscheinende Poetenseminar war das jeweils im August in Schwerin stattfindende Zentrale Poetenseminar der FDJ.
| Jahr | Titel                   | Auswahl                             | Grafiker                         |
| ---- | ----------------------- | ----------------------------------- | -------------------------------- |
| 1967 | Mikis Theodorakis       | Bernd Jentzsch, Klaus-Dieter Sommer | Ronald Paris                     |
| 1971 | Poetenseminar 1971      | Hannes Würtz                        | Rolf F. Müller, Ulrich Fritzsche |
| 1972 | Poetenseminar 1972      | Reinhard Weisbach                   | Rolf F. Müller, Edmund Bechke    |
| 1979 | Gedichte für Vietnam    | Klaus Dieter Sommer                 | Herbert Sandberg                 |
| 1980 | Poetenseminar 1979      | Hannes Würtz                        | Uwe Häntsch                      |
| 1981 | Poetenseminar 1980      | Hannes Würtz                        | Uwe Häntsch                      |
| 1982 | Poetenseminar 1981      | Hannes Würtz                        | Uwe Häntsch                      |
| 1983 | Poetenseminar 1982      | Hannes Würtz                        | Uwe Häntsch                      |
| 1984 | Poetenseminar 1983      | Hannes Würtz                        | Johannes Jansen                  |
| 1985 | Poetenseminar 1970–1984 | Hannes Würtz                        | Uwe Häntsch                      |
| 1986 | Poetenseminar 1985      | Hannes Würtz                        | Jürgen Malik                     |
| 1987 | Poetenseminar 1986      | Hannes Würtz                        | Jürgen Malik                     |
| 1988 | Poetenseminar 1987      | Hannes Würtz                        | Aksinia Grossmann                |
| 1989 | Poetenseminar 1988      | Hannes Würtz                        | Jürgen Malik                     |
| 1990 | Poetenseminar 1989      | Kathrin Schmidt                     | Jürgen Malik                     |